# Aviação Naval Francesa

Rondó (Insígnia) da Aviação Naval da França; é a mistura da Insígnia da Força Aérea Francesa com uma âncora de cor preta sobreposta.

A Aviação Naval da França (em francês: Aviation navale) é a aviação naval da Marinha francesa pertencente às Forças armadas da França. Inclui 162 aviões (138 combatem capacitavelmente) e 6.800 homens, ambos civis e militares. Eles operam por seis bases, cinco delas na França Metropolitana e no exterior.
Nasceu como uma fusão de esquadrões transportadores e da patrulha naval da Força Aérea Francesa, a Aviation navale foi criada em 19 de junho de 1998. A sede está sob comando de um almirante (ALAVIA) em Toulon.

## Galeria de fotos

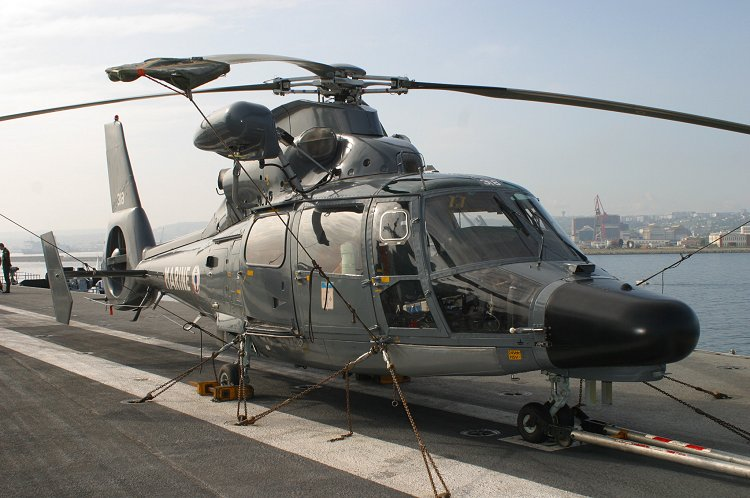
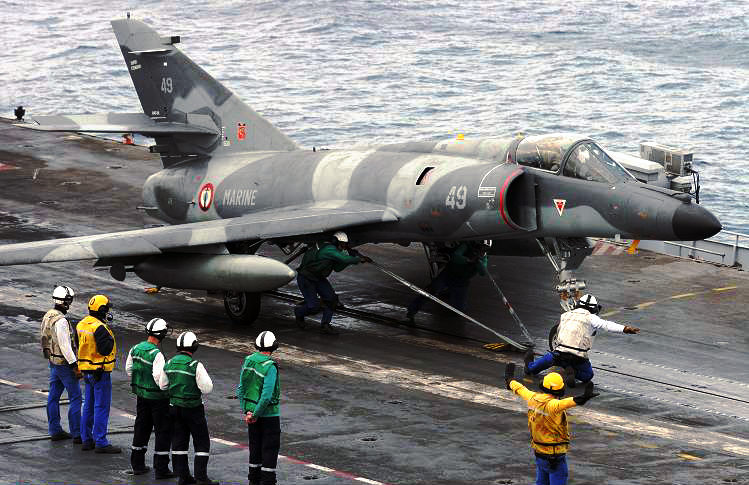
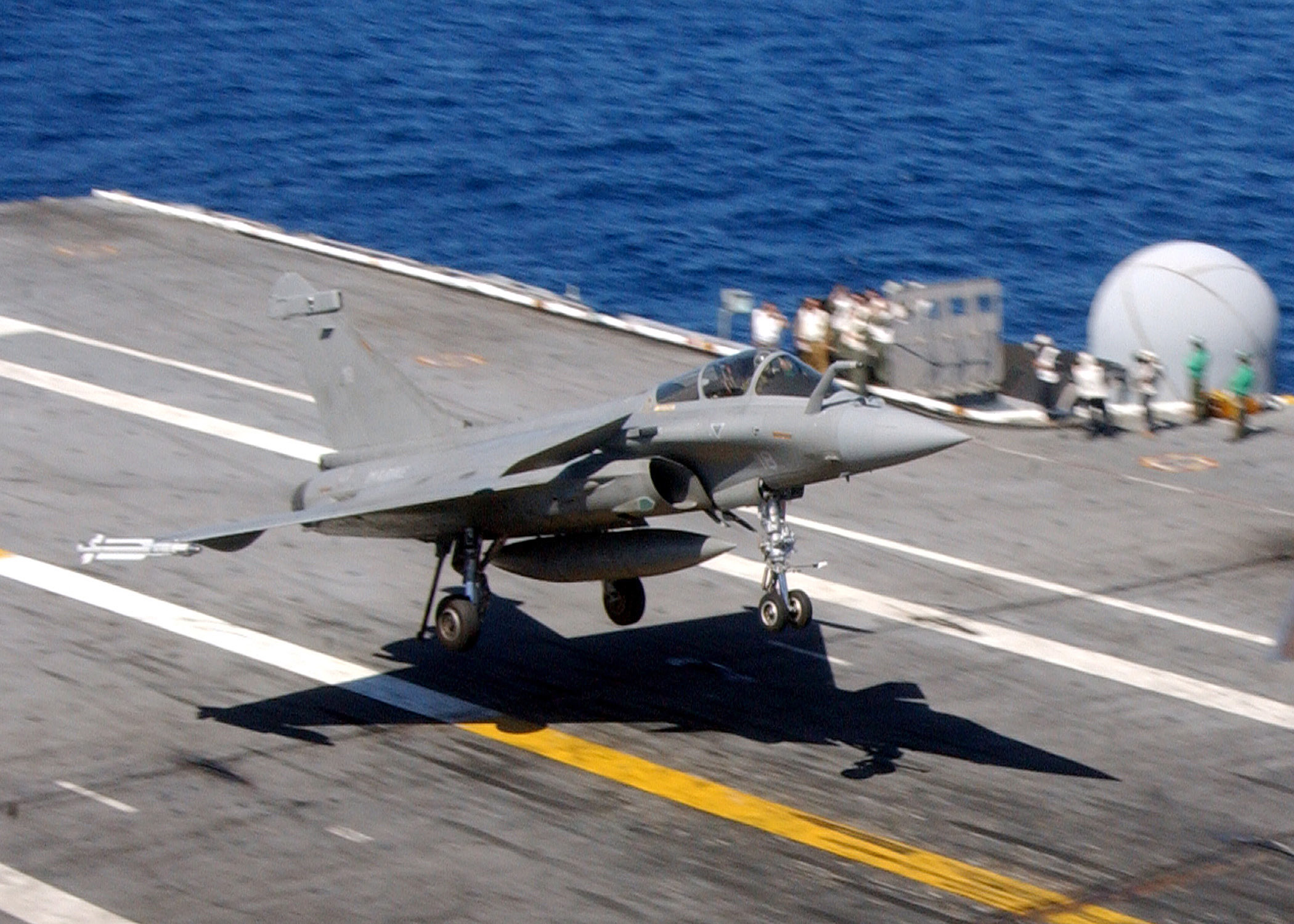
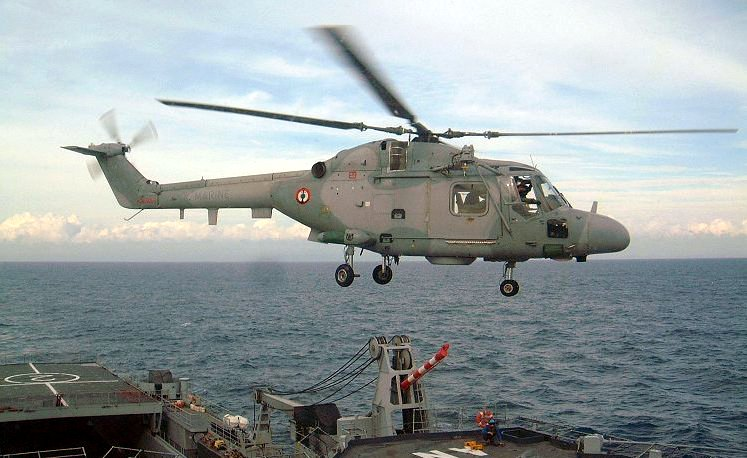
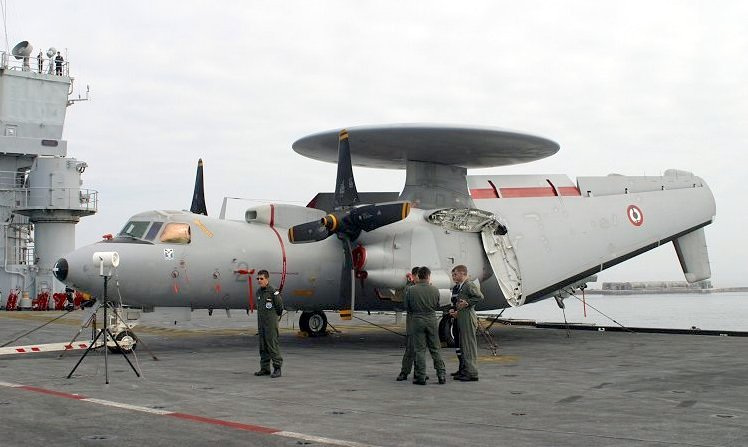
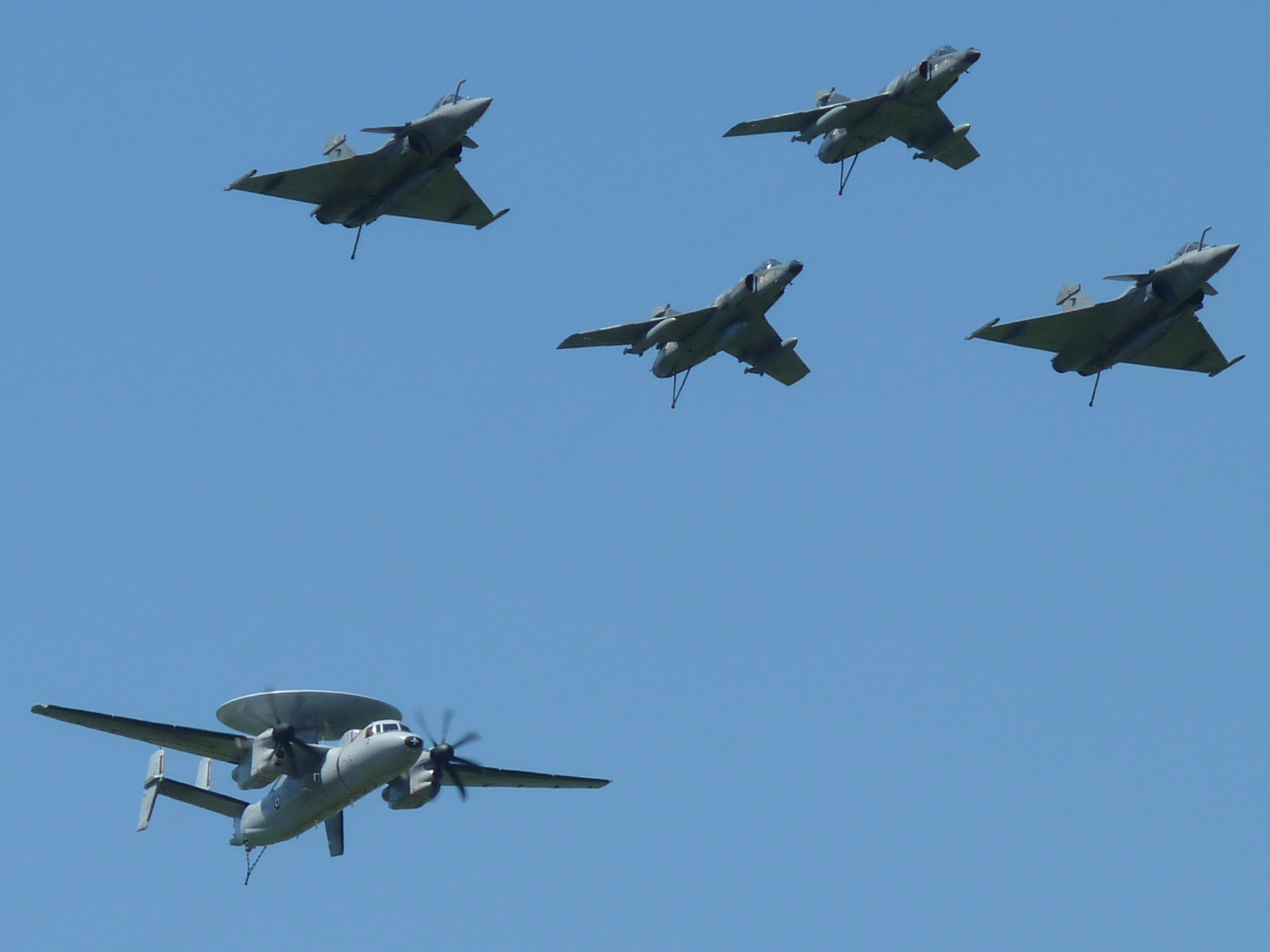